# لورين ريد
لورين ريد (بالإنجليزية: Loren Reid)‏ هو كاتب أمريكي، ولد في 26 أغسطس 1905، وتوفي في 25 ديسمبر 2014.